# Lamproptera meges
Lamproptera meges (Zincken. 1831), nota come coda di drago verde (dall'inglese green dragontai), è un lepidottero diurno appartenente alla famiglia Papilionidae. Vive in alcune zone dell'Asia meridionale e del sud-est asiatico ed è suddivisa in dieci sottospecie. 
Un esemplare proveniente dall'isola di Giava è l'olotipo del genere Lamproptera.

## Descrizione

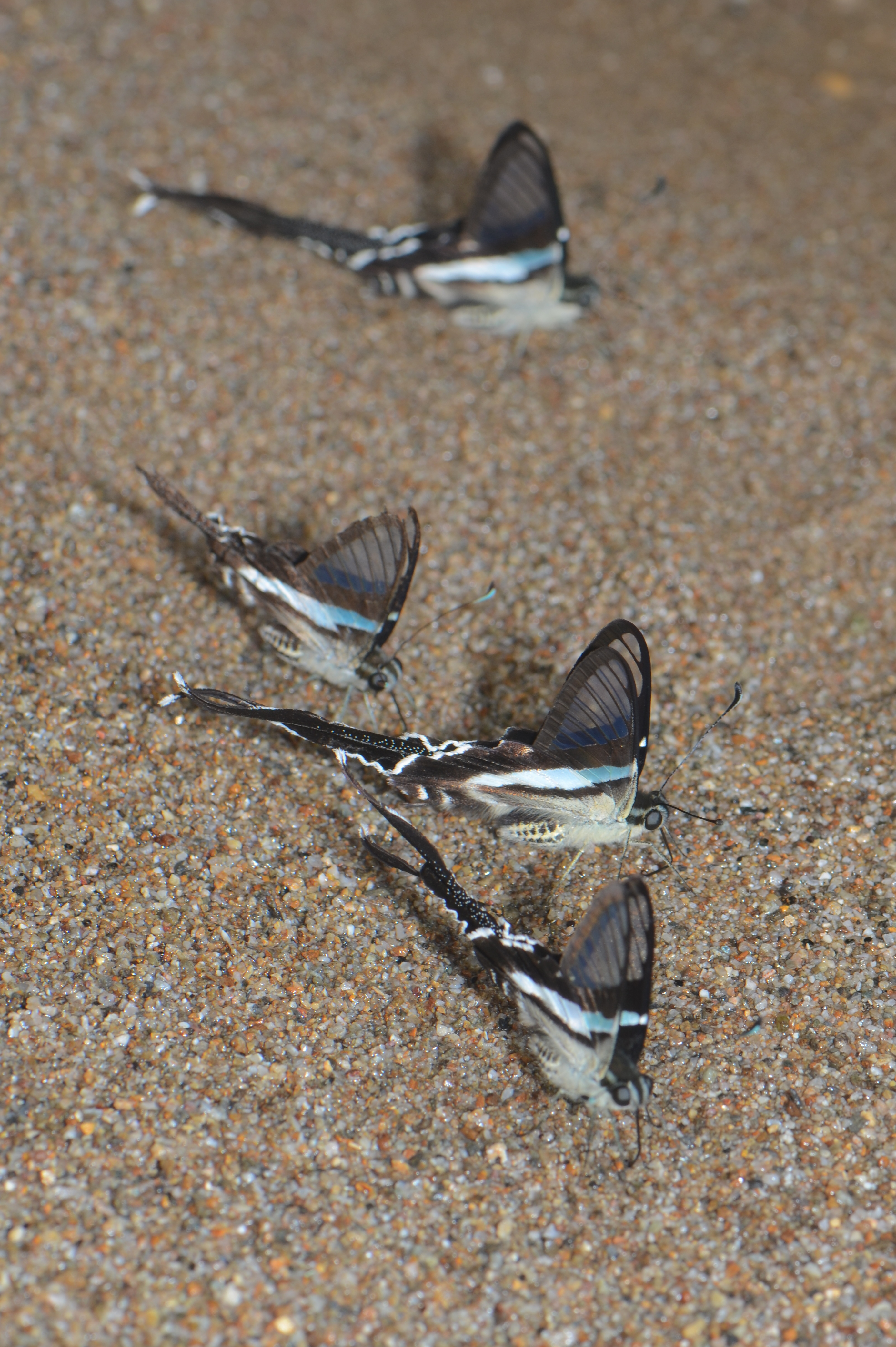
Esemplari di code di drago intente nel rimescolamento nel fango. È ben visibile il lato inferiore del corpo della farfalla.

Questa piccola farfalla ha un'apertura alare compresa tra 40 e 55 millimetri ed essenzialmente si presenta di colore bianco e nero. La coda, la cui punta è bianca, è tipicamente molto lunga e si estende per una lunghezza compresa tra i 25 a 40 millimetri. L'ala anteriore ha una macchia ialina triangolare (simile al vetro) con bordi neri e sottili strisce nere lungo le vene, che formano da sei agli otto punti/bande. Presenta inoltre una striscia chiara che attraversa obliquamente l'area pre-discale fino ad arrivare all'ala posteriore (di colore nero) che porta la lunga coda e la prominente piega dell'ala addominale. In questa specie, le strisce chiare sono di colore verde chiaro mentre nella sua specie strettamente imparentata, Lamproptera curius, sono di colore bianco. Anche nella L. curius, la striscia bianca ha un bordo esterno ialino. Visivamente ci sono poche differenze tra gli esemplari di diverso sesso; la femmina è visivamente più opaca e presenta un canale di copulazione ventrale prima della punta dell'addome. I maschi di questa specie non dispongono dell'organo olfattivo sessuale che si trova nella L. curius .

## Distribuzione e habitat

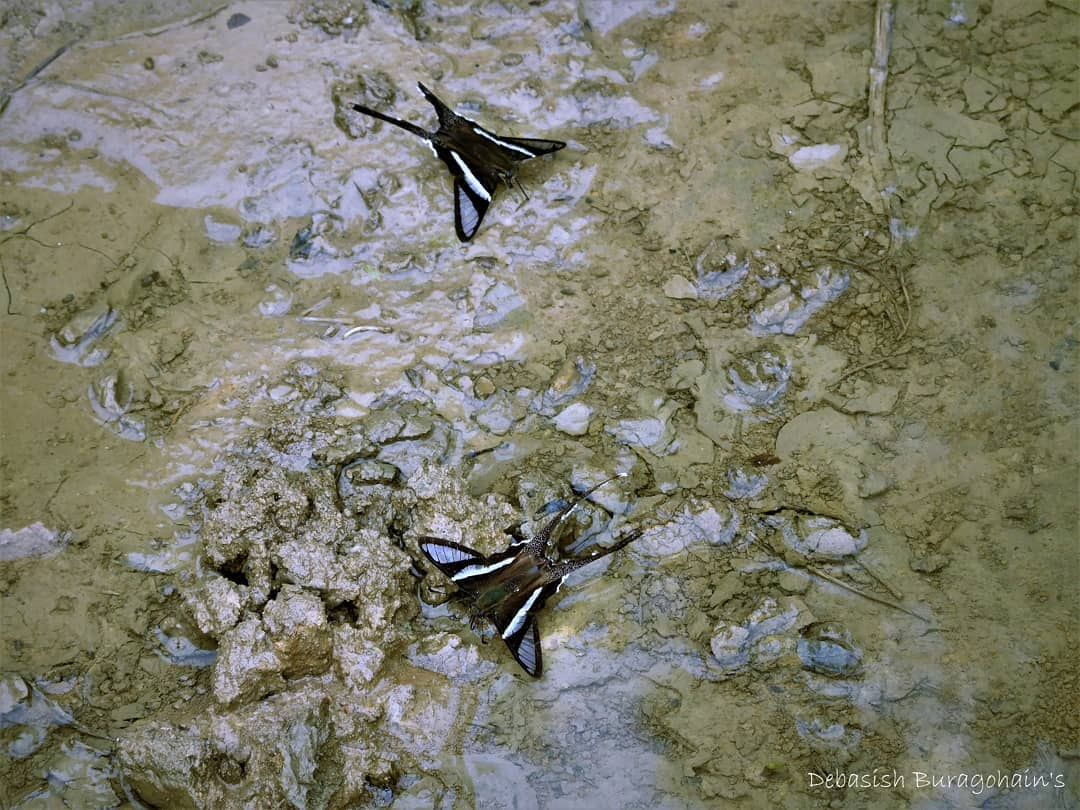
Una coppia di code di drago bianche nel Parco Nazionale di Nameri

La Lamproptera meges vive principalmente nell'India nord-orientale, negli stati di Assam, Arunachal Pradesh, Manipur e Nagaland. La si trova anche in Myanmar, Thailandia, Laos, Vietnam, Cina meridionale (Hainan incluso), Cambogia, Malesia peninsulare e orientale, arcipelago indonesiano, Brunei e Filippine . In Indonesia si trova nelle isole di Sulawesi, Kalimantan, Nias, Bangka e Java .

## Sottospecie
- Lamproptera meges meges Sumatra, Giava, Borneo
- Lamproptera meges ennius (C. & R. Felder, 1865) Sulawesi settentrionale, Sulawesi centrale
- Lamproptera meges akirai Tsukada & Nishiyama, 1980 Sulawesi meridionale
- Lamproptera meges virescens (Butler, [1870]) Birmania, Vietnam, Thailandia, Malesia peninsulare, Hainan
- Lamproptera meges annamiticus (Fruhstorfer, 1909) Thailandia orientale, Vietnam meridionale
- Lamproptera meges pallidus (Fruhstorfer, 1909) Vietnam settentrionale
- Lamproptera meges niasicus (Fruhstorfer, 1909) Nias
- Lamproptera meges decius (C. & R. Felder, 1862) Filippine
- Lamproptera meges pessimus Fruhstorfer, 1909 Filippine (Palawan, Balabac, Dumaran)
- Lamproptera meges amplifascia Tytler, 1939 Yunnan, Birmania

## Stato
In generale, la coda di drago verde non risulta essere in pericolo in quello che è considerato il suo territorio, ma data la vulnerabilità merita maggiore protezione soprattutto nella Malesia peninsulare.
In uno studio sugli assembramenti dei Papilionidae nella foresta della riserva di Rani-Garbhanga nell'Assam nel 2003 e nel 2004, è stato riscontrato che le code di drago (specie Lamproptera) sono risultate avere una delle più basse abbondanze medie; sia L. meges che L. curius sono state trovate sia in spazi vuoti (macchie aperte) che in foreste chiuse. Un rapporto del 2004 aveva precedentemente suggerito che lo stato della coda di drago verde nella foresta della riserva di Garbhanga era "molto raro"; successivamente durante l'indagine del 2003 e del 2004 sono state osservate un totale di 108 farfalle del genere Lamproptera, la ripartizione per specie non è stata pubblicata.

## Abitudini
Tra le più piccole Papilionidae in India, la coda di drago verde si trova solitamente isolata lungo le zone aperte e illuminate dal sole, quasi sempre vicino a ruscelli e corsi d'acqua. Può anche essere vista in piccoli gruppi, di solito due o tre. Vola a un'altitudine compresa tra i 100 fino a 1 520 metri (330 fino a 4 990 ft) . Vola da aprile ad ottobre. Conseguentemente ad un ridotto rapporto tra dimensioni delle ali e lunghezza del corpo, le farfalle presentano un volo ronzante. Battono rapidamente le ali e sfrecciano avanti e indietro in un modo che ricorda molto il volo delle libellule con le loro lunghe code che fungono da timoni. Le code di drago maschio aspirano molta acqua, filtrano i minerali disciolti ed espellono l'acqua dall'ano a mo' di spruzzo. Mentre si nutrono, le ali vibrano rapidamente e si fermano di tanto in tanto. Occasionalmente si riposano sulle foglie dei cespugli con ali spiegate e immobili.

### Ciclo di vita
Le uova sono sferiche verde chiaro, lisce, quasi trasparenti e ricordano le uova di altri Papilionidae . Il bruco è di colore verde scuro ed è macchiato di nero. La crisalide è attaccata alla superficie superiore di una foglia dal cremastero.

### Piante alimentari
Illigera burmanica King (famiglia Hernandiaceae ).